# Krasni (Anapa)
Krasni (del ruso: Красный) es un jútor del ókrug urbano de la ciudad-balneario de Anapa del krai de Krasnodar, en el sur de Rusia. Está situado en la llanura entre las estribaciones de poniente del Cáucaso Occidental y la costa del mar Negro, 8 km al norte de la ciudad de Anapa y 128 km al oeste de Krasnodar. Tenía 929 habitantes en 2010.
Pertenece al municipio rural Primórskoye.